# Blountville
Blountville est un census-designated place des États-Unis, siège du comté de Sullivan, dans l’État du Tennessee. Lors du recensement de 2010, sa population s’élevait à 3 074 habitants.

## Particularités
Blountville est le seul siège de comté de l’État qui n’a été incorporé ni en tant que city ni en tant que town.

## Source
- (en) Cet article est partiellement ou en totalité issu de l’article de Wikipédia en anglais intitulé « Blountville, Tennessee » (voir la liste des auteurs).